# 利松河畔沙蒂永
利松河畔沙蒂永（法語：Châtillon-sur-Lison，法語發音：[ʃatijɔ̃ syʁ lizɔ̃]）是法国杜省的一个旧市镇，属于贝桑松区。2022年，利松河畔沙蒂永并入市镇利松河畔屈塞。

## 地理
利松河畔沙蒂永（47°3'50"N, 5°58'56"E）面积2.89 平方千米，位于法国勃艮第-弗朗什-孔泰大區杜省，该省份为法国东部内陆省份，北起上索恩省，西接汝拉省，东部及东南部与瑞士接壤，东北部与贝尔福地区省接壤。
与利松河畔沙蒂永接壤的市镇（或旧市镇、城区）包括：鲁镇、吕雷。

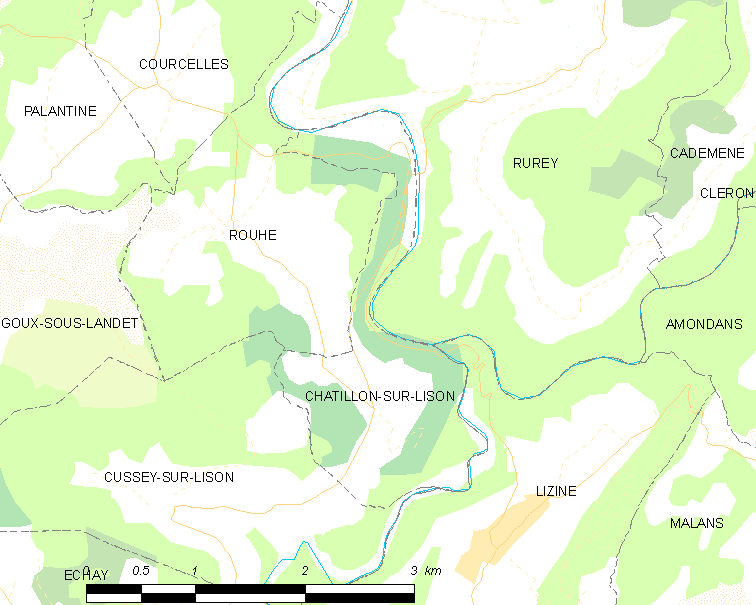
利松河畔沙蒂永的OSM定位图

利松河畔沙蒂永的时区为UTC+01:00、UTC+02:00（夏令时）。

## 行政
利松河畔沙蒂永的邮政编码为25440，INSEE市镇编码为25134。

## 政治
利松河畔沙蒂永所属的省级选区为圣维特县。

## 人口

1962-2008年间利松河畔沙蒂永人口变化图示

利松河畔沙蒂永于2019年1月1日时的人口数量为8人。